# Oswald Dallas
Pour les articles homonymes, voir Dallas (homonymie).
Oswald Dallas, né dans le quartier londonien de Battersea en 1881, et mort le 24 mars 1951, à Wonersh, dans le comté du Surrey, est un écrivain britannique, spécialisé dans la littérature populaire.

## Biographie
Avant la Première Guerre mondiale, il amorce une prolifique carrière de nouvelliste et de romancier où il aborde la plupart des genres de la littérature populaire avec une prédilection pour les récits de guerre fortement teintés de patriotisme. 
Il donne aussi des récits qui tiennent à la fois du roman policier et de science-fiction, parfois mâtiné d'espionnage. C'est le cas dans la série des nouvelles ayant pour héros Marmaduke Quill et dans celles consacrées aux missions de l'espion Goggles, ainsi que dans le roman The Strange Case of Vintrix Polbarton (1929), publié sous le pseudonyme de Ian Marshall en Angleterre, et paru en France sous la signature Oswald Dallas et sous le titre Le Docteur Frégalle, dans la collection Le Masque, en 1931.

## Œuvre

### Romans
- Private Smith (1903)
- Pawns (1914)
- God's Child (1916)
- The Man Who Wasn't (1921)
- The Queen's Casket (1923)
- The Treasure of Asshur (1925)
- The Valley of Mystery (1929)
- The Romance of the Renegat (1932)
- Blinker (1934)
- Ferret of the Omnipotent (1936)
- The Queen Maker (1937)
- The Riddle of Doctor Milverson (1937)
- The Daughter of the Scots' Brigade (1938)
- The Death Gang (1940), en collaboration avec Draycot Montagu Dell

### Roman signé Ian Marshall
- The Strange Case of Vintrix Polbarton (1929) Publié en français sous la signature Oswald Dallas et sous le titre Le Docteur Frégalle, Paris, Librairie des Champs-Élysées, coll. « Le Masque » no 88, 1931

### Nouvelles

#### SérieMarmaduke Quill
- The House of the Moor (1916)
- The Submarine (1916)
- Quill's Stategy (1916)
- The Lost Motor-Boat (1916)
- Throught the Enemy's Lines (1916)
- The Mystery Aeroplane (1916)

#### SérieGoggles
- Goggles and the Liaison Officer (1930)
- Goggles' Captive (1930)
- How Goggles Saw the Kaiser (1930)
- How Goggles Delayed the Armistice (1931)
- The Exploits of Goggles (1938)
- The Vindication of Goggles (1940)

#### SérieRider of the Sierras
- The Riddle of the Missing Gold Convoys (1927)
- The Abduction of the President (1928)
- The Raiding of the Train (1928)

#### SérieSquish Bertram
- Squish Bertram, Sportsman (1928)
- Squish Bertram, Scapegrace (1936)

#### Autres nouvelles
- The Woman of Mystery (1914)
- The Mystery of the "Strassburg" (1915)
- How Colonel Hartenstein Lost His Christmas Dinner (1916)
- The Velvet Bag (1916)
- Circumstantial Evidence (1917)
- The Castle of the Cliff (1917)
- The Lake of the Purple Flames (1919)
- A Dartmoor Adventure (1919)
- Fool Courageous (1920)
- Luck of the Red Lion (1920)
- The Mystery of the Luddingham Grange (1920)
- The Sword Equivocal (1921)
- Been-Bad the Boaster (1921)
- While the Moon Man Looked (1921)
- The Arrow of Destiny (1921)
- The Terror (1922)
- The Strange Adventure of Jem Bellenger (1922)
- The Pledge (1923)
- The Intervention of Private Troop (1924)
- The Shadow of Scutari (1924)
- Caporal Denham's Christmas (1924)
- The Man From Johannesburg (1925)
- The Lady With the Mole (1925)
- The Man With One Suit of Clothes (1925)
- Monsieur Phillippe (1925)
- Myrtle Pulls the Strings (1926)
- The Phantom of the White Hussars (1927)
- The Mystery of Herman Wise (1927)
- The Trumpet (1928)
- Leigh of the Border Police (1928)
- The Salving of Nam-Pook (1928)
- For the Honor of the Regiment (1928)
- the Hooded Danger! (1928)
- Abafuto's Ju-Ju (1928)
- The Conversion on a Pommy (1928)
- "Carrots" Hereward, Detective (1928)
- The Test That Failed (1928)
- The Outwitting (1929)
- An Ensign of the 30th (1929)
- Brigand o' the Mountains (1929)
- The Secret of the Desert (1929)
- The White Cockade (1929)
- For Chivalry and the Cross (1929)
- The Flowers of Flodden Field (1930)
- The Jester (1930)
- The Deserter (1931)
- The Man From the Past (1935)
- Sheba the Magnificient (1936)
- Unlawful Occasions (1940)

### Théâtre
- Cyrano de Bergerac (1936), adaptation de la pièce d'Edmond Rostand

## Sources
- Jacques Baudou et Jean-Jacques Schleret, Le Vrai Visage du Masque, vol. 1, Paris, Futuropolis, 1984, 476 p. (OCLC 311506692), p. 146-147.